# Alessia Filippi
Alessia Filippi (ur. 23 czerwca 1987 w Rzymie) – włoska pływaczka, wicemistrzyni świata na basenie 25 m, wicemistrzyni olimpijska z IO w Pekinie na dystansie 800 m stylem dowolnym, dwukrotna medalistka mistrzostw świata, pięciokrotna medalistka mistrzostw Europy na długim basenie oraz sześciokrotna medalistka mistrzostw Europy na basenie 25 m.
Odznaczona Orderem Zasługi Republiki Włoskiej (1 września 2008 r., Rzym).

## Sukcesy

### Igrzyska olimpijskie
- 2008 Pekin -  (800 m dowolnym)

### Mistrzostwa świata (basen 50 m)
- 2009 Rzym -  (1500 m stylem dowolnym)
- 2009 Rzym -  (800 m stylem dowolnym)

### Mistrzostwa świata (basen 25 m)
- 2006 Szanghaj -  (400 m zmiennym)

### Mistrzostwa Europy
- 2006 Budapeszt -  (400 m zmiennym)
- 2006 Budapeszt -  (200 m zmiennym)
- 2008 Eindhoven -  (400 m zmiennym)
- 2008 Eindhoven -  (800 m dowolnym)
- 2008 Eindhoven -  (sztafeta 4x200 m dowolnym)

### Mistrzostwa Europy (basen 25 m)
- 2006 Helsinki -  (400 m zmiennym)
- 2007 Debreczyn -  (400 m zmiennym)
- 2007 Debreczyn -  (800 m dowolnym)
- 2008 Rijeka -  (800 m dowolnym)
- 2008 Rijeka -  (400 m zmiennym)
- 2008 Rijeka -  (400 m dowolnym)

## Odznaczenia
- Order Zasługi Republiki Włoskiej (1 września 2008 r., Rzym)